# Кволик
«Кволик» (англ. Wabbit), первый сезон, со второго сезона — Новые Луни Тюнз (англ. New Looney Tunes) — анимационный сериал производства американской компании Warner Brothers. Премьерный показ состоялся 21 сентября 2015 года на канале Cartoon Network, 5 октября 2015 года состоялась премьера на платформе Boomerang.
«Кволик» был анонсирован в марте 2015 года наряду с перезапусками таких классических шоу Warner Brothers, как Скуби-Ду и Том и Джерри. 3 сентября 2019 года на канале Cartoon Network стали показываться повторы серий.
Третий сезон сериала стал последним в связи с работой над новым сериалом о Луни Тюнз «Looney Tunes Cartoons». Сериал был официально закрыт 30 января 2020 года.

## Сюжет
Создатели сериала решили вернуться к традиционному для Луни Тьюнз комедийному жанру. Серии «Кволика», состоящие из пары мини-серий по 11 минут, посвящены приключениям ловкого и сообразительного кролика Багза. Также в сериале присутствуют Вилли Койот, Йосемит Сэм и другие знакомые персонажи, которым прибавили разных черт характера. Тасманский Дьявол, например, теперь бухгалтер, старательно подавляющий свой нрав. В первом сезоне появились новые персонажи, например Бигфут.
Начиная со второго сезона, сериал переименован в «Новые Луни Тюнз». В то время как первый сезон рассказывал приключения Багза Банни, во втором в центре сюжета были и другие классические персонажи, такие как Даффи Дак, Пепе ле Пью, Элмер Фадд, Сильвестр, Твити.

## Голоса персонажей
- Джефф Бергман — Багз Банни, Фоггорн Леггорн, охотники, Авраам Линкольн, Сильвестр, Твити
- Ди Брэдли Бейкер — Даффи Дак, Белка Сквикс, Белый медведь, Дантист и другие
- Морис Ламарш — Йосемит Сэм
- Мэттью Мерсер — Бигфут
- Д. П. Карлиак — Вайл И. Койот
- Боб Берген — Порки Пиг
- Джим Камингс — Тасманский Дьявол (Таз)
- Кэт Суси — Лола Банни, Клодетт и другие женские персонажи
- Эрик Бауза — Марвин, Пепе ле Пью
- Кэнди Майло — Бабуля и другие женские персонажи